# Кулаков переулок
Кулако́в переу́лок — улица на севере Москвы в Алексеевском районе Северо-Восточного административного округа, между проспектом Мира и 1-й Мытищинской улицей.

## История
Согласно справочнику «Имена московских улиц», назван в начале XX века по деревне Кулаковка. Название из антропонима Кулак, Кулаков. Народная этимология объясняет название тем, что проживавшие здесь мастеровые и извозчики устраивали по праздникам кулачные бои. Однако Ян Рачинский, проводивший собственные исследования топонимики Москвы, утверждает, что ни та ни другая версия «ничего общего с действительностью не имеют», и улица названа в начале XX века по домовладельцу Ивану Григорьевичу Кулакову.

## Расположение
Кулаков переулок начинается от проспекта Мира напротив Широкого проезда, проходит на восток, пересекает Кучин переулок, 3-й Мытищинскую улицу и заканчивается на 1-й Мытищинской улице вблизи железнодорожных путей Ярославского направления и станции «Москва-3».

## Транспорт
Общественный транспорт по переулку не ходит.
В 2012 году на участке от 3-й Мытищинской улицы до проспекта Мира организовано одностороннее движение.

## Примечательные здания и сооружения
- № 6 — ЗАО «Вариатор» (бывший 1-й Таксомоторный парк)
- № 7, корпус 1 — школа «Потенциал» (экономико-правовая); детский сад № 1977;
- № 7 — школьное здание (1927—1929, архитектор А. Паршин)[3], ныне — детская школа искусств № 15 имени Е. С. Светланова;
- № 9А — ГУП г. Москвы по строительству и эксплуатации архитектурно-художественной подсветки;
- № 11 — некоммерческий фонд «Русское цифровое телевидение»;
- № 13 — медико-оздоровительная клиника «Лига»;
- № 17 — Национальная ассоциация транспортников;
- № 17, строение 1 — журнал «Бюллетень транспортной информации».